# Тынбаева, Галия Даулетовна
Галия Даулетовна Тынбаева (каз. Ғалия Тынбаева Дәулетқызы, род. 23 ноября 1999, Алма-Ата, Казахстан) — казахстанская дзюдоистка, выступающая в весовой категории до 48 кг. Золотой призёр Grand Slam в Астане 2024 года, серебряный призёр Grand Prix в Португалии 2023 года, бронзовый призёр Чемпионата Азии в Гонконге 2024 года.

## Биография
Родилась 23 ноября 1999 года в казахстанском городе Алма-Ата.
В возрасте девяти лет начала заниматься дзюдо. Жила и тренировалась в родном городе. До 2017 года выступала по юниорам, позже поднялась во взрослую (женскую) категорию. В 2021 году она получила травму и вернулась в спорт лишь в 2022 году.